# Gmina Sõmeru
Gmina Sõmeru (est. Sõmeru vald) – gmina wiejska w Estonii, w prowincji Virumaa Zachodnia. Pawsy Darona
Skład gminy:
- Alevik: Sõmeru, Näpi oraz Uhtna.
- Wieś: Aluvere, Andja, Aresi, Jäätma, Kaarli, Katela, Katku, Kohala, Kohala-Eesküla, Koovälja, Muru, Nurme, Papiaru, Rahkla, Raudlepa, Raudvere, Roodevälja, Rägavere, Sooaluse, Sämi, Sämi-Tagaküla, Toomla, Ubja, Ussimäe, Vaeküla, Varudi-Altküla, Varudi-Vanaküla, Võhma.